# Rodion Kertanty
Rodion Kertanty (Radion Kertanti) nebo Rodion Kertanov (* 9. ledna 1971 Čikola, Sovětský svaz) je původem ruský zápasník volnostylař osetské národnosti (Digor), který od roku 1996 reprezentoval Slovensko.

## Sportovní kariéra
Zápasit začal v rodné Čikole pod vedením Achsarbeka Makojeva. Později se vrcholově připravoval v Ordžonikidze (dnešní Vladikavkaz) pod vedením Kazbeka Dedegkajev. Po rozpadu Sovětského svazu v roce 1991 s několika krajany usiloval o získání československého občanství pro start na olympijských hrách v Barceloně v roce 1992. Československé úřady však záměr sportovního intrikáře a trenéra Kazbeka Dedegkajeva vysílat své svěřence do ciziny neakceptovaly. Každopádně po zániku Československa žil od roku 1993 v Bratislavě, kde závodil za klub Dunajplavba a usiloval o získání slovenského občanství. Slovenské občanství obdržel na začátku olympijského roku 1996 a v létě reprezentoval Slovensko na olympijských hrách v Atlantě, kde vypadl ve třetím kole s Viktorem Pejkovem z Moldavska. V roce 2000 se kvalifikoval na olympijské hry v Sydney, kde nepostoupil z náročné základní skupiny. Sportovní kariéru ukončil po nevydařené kvalifikaci na olympijské hry v Athénách v roce 2004.

### Výsledky
| Turnaj             | 1996 | 1997 | 1998 | 1999 | 2000 | 2001 | 2002 | 2003 | 2004 |
| Turnaj             | 25   | 26   | 27   | 28   | 29   | 30   | 31   | 32   | 33   |
| Turnaj             | -74  | -76  | -76  | -76  | -76  | -76  | -74  | -74  | -74  |
| ------------------ | ---- | ---- | ---- | ---- | ---- | ---- | ---- | ---- | ---- |
| Olympijské hry     | úč.  |      |      |      | úč.  |      |      |      | —    |
| Mistrovství světa  |      | —    | úč.  | úč.  |      | 4.   | —    | —    |      |
| Mistrovství Evropy | 2.   | —    | 6.   | 4.   | —    | 7.   | úč.  | —    | —    |

## Trenérská kariéra
Po skončení sportovní kariéry se věnuje trenérské práci. V Partizánském založil se společníky zápasnický klub Gladiators Team. Od roku 2016 opět ve funkci reprezentačního trenéra volnostylařů.

### Situace v zápasu na Slovensku po roce 1993
Zápasníci a karatisti na Slovensku byli po rozdělení Československa v roce 1993 většinou úzce napojení na slovenské podsvětí. Samotný Slovenský zápasnický svaz dotoval řadu let a vedl vlivný slovenský podnikatel Jozef Svoboda (zabitý v roce 2003). Z řad zápasníku se rekrutovala ochranka mafiánských bosů. Nejčastěji byli tito zápasníci/karatisti/boxeři/judisti využívání jako výběrčí výpalného a k řešení osobních sporů. Jedne z Kertantyho krajanů ze Severní Osetie, slovenský reprezentant v zápasu Maxim Malkarty byl v roce 1998 prostřílen samopalem v Devínské Nové Vsi neznámým pachatel (člen gangu zvaného Sýkorovci). Tomuto podnikatelskému prostředí přál zavedený systém vladnoucí strany HZDS. Po roce 1998 se situace začala postupně stabilizovat, mafiánští bosové byli nebo mrtví nebo končili za své činy ve vězení. Úroveň olympijského zápasu na Slovensku šla podobnou cestou jako jinde v západní Evropě resp. o olympijský vrcholový zápas přestal být zájem. Situaci s postupným snižováním dotací se v roce 2007 snažil zachránit další vlivný podnikatel a politik za HZDS Peter Marček. Marček ve spolupráci s Kertantym zvolil cestu nákupu hotových či téměř hotových zápasníků z Ruska, ze Severní Osetie. První a stále poslední velkou rybou byl zkušený zápasník, olympijský vítěz z roku 2000 David Musulbes. Pojítko mezi Musulbesem a Kertatym byl trenér Kazbek Dedegkajev. Dalšími tzv. importovanými sportovci byli mladí téměř hotoví junioři, kteří se tímto krokem snažili snáz prosadit na mezinárodní scéně – Kachaber Chubežty, Soslan Gagloty, Boris Makoty a další.

### Import zápasníků ze Severní Osetie
Slovensko se po roce 2006 rozhodlo jít cestou nákupu zápasníků ze zahraničí. Vzorem jim byla podobná politika aplikována zeměmi bývalého Sovětského svazu – Ukrajina, Bělorusko, Ázerbájdžán, Uzbekistán, Kazachstán a další země, za které zápasí v hojném počtu sportovci ze Severní Osetie, Dagestánu či Čerkeska. Jako odůvodnění tohoto konání Kertanty uvedl v rozhovoru po televizi TA3, udržet olympijský zápas v povědomí Slováků. Motivovat mladé sportovce na Slovensku k věnování se zápasu. Vytvořit jim určité vzory, ke kterým by mohli vzhlížet.
Tento projekt se však nedaří realizovat, protože nová vlna osetských Slováků (po roce 2007), si nevytváří ke Slovensku vztah. Žijí a připravují si nadále doma v Severní Osetii či v Moskvě, kde jsou členy vrcholových tréninkových center a na Slovensko jezdí v lepším případě na reprezentační srazy. Názorným příkladem byl David Musulbes, který po zisku medaile na olympijských hrách v Pekingu v roce 2008 se na Slovensku neobjevil (zdali se kdy objevil). Z reprezentačních srazů se omlouval se zdravotních důvodů, až ho po roce 2012 přestali zvát. Přínos Davida Musulbese je tak pro slovenský zápas prakticky nulový. Velkým kritikem této politiky importu zápasníků je nejúspěšnější slovenský zápasník Jozef Lohyňa.